# Парижская семиотическая школа
Парижская семиотическая школа (фр. École sémiotique de Paris) основана А. Ж. Греймасом в 1960-е годы. Семиотика в духе Парижской школы, в отличие от большинства других, не определяет свой предмет как исследование знаковых систем (для этой сферы используется соссюровский термин семиология). Парижская школа постулирует существование универсальных структур, которые лежат в основе значения и создают его; их исследование и является, в её понимании, предметом семиотики. Эти структуры можно представить в виде моделей, которые затем могут быть применены к любому означающему объекту с целью декодировать и проинтерпретировать его смысловое содержание. Как носитель значения рассматривается не только текст, но и практически все явления человеческого общества и культуры (или, что то же самое, все эти явления объявляются текстом).
Основными составляющими моделей значения по Греймасу являются актантная схема и семиотический квадрат.

## Возникновение теории
Вдохновителями семиотики Греймаса были лингвистический структурализм Ф. де Соссюра и Л. Ельмслева, антропологический структурализм К. Леви-Строса и «ролевая структура» анализа художественного текста у В. Я. Проппа (чья Морфология сказки была в 1950-е переведена на английский язык и получила известность в Европе).
Первой фундаментальной работой школы стала «Структурная семантика» Греймаса — Sémantique structurale (Paris: Larousse, 1966). Этот текст содержал аксиоматическую базу научной теории, предлагал гипотезы для дальнейшего исследования и содержал образцы семиотической практики.
На протяжении многих лет Греймас и группа исследователей собирались на еженедельные встречи и занимались разработкой, проверкой, изменением и уточнением теории обозначения. Встречи происходили в Школе высших знаний (École des Hautes Études) в Париже, где работал Греймас. Там и возникла Парижская школа семиотики.

## Первый этап разработки теории
Развитие семиотической теории делится на несколько фаз. На первом этапе внимание было обращено, в контексте философии структурализма, на семантическую проблематику, как это видно из самого названия книги Греймаса «Структурная семантика». Идея Соссюра о том, что значение возникает из отношений, вдохновила Греймаса на анализ и определение специфических типов различия. Он первым определил отличительные черты оппозиций в некотором событии и построил их типологию. Затем свойства оппозиций были категоризованы, чтобы использоваться как рабочие понятия при разработке элементарной структуры обозначения. В то же время, знакомство с работами Проппа побудило Греймаса приложить лингвистические модели к нарративу. При попытке лучше сформулировать элементы нарративности он решил, что то, что Пропп называл «функцией», на самом деле представляет собой глагол плюс его актанты, иными словами, полное предложение. Согласно Греймасу, возможно свести семь пропповских «кругов действий» (герой, ложный герой, царевна, вредитель, даритель…) к трём парам бинарных оппозиций (субъект/объект; отправитель/получатель; помощник/оппонент), при помощи которых, согласно парижской теории, описывается любая нарративная структура.
Теоретические достижения первого этапа касались двух, на первый взгляд, разнородных областей: с одной стороны, это поиск элементарной структуры значения, включающий логическую классификацию парадигматических различий; с другой стороны, это формулировка теории нарративности, которая преобразовывала синтагматическую модель Проппа в компоненты нарративной грамматики.

## Нарративная схема. Семиотический квадрат
Во время второго этапа семиотических исследований, в 1970-е годы, предпринимались попытки отыскать синтез этих двух различных полей с целью определить устойчивую общую теорию порождения значений.
Сосредоточившись на поверхностных структурах нарратива, исследователи-семиотики пришли к выводу, что функция в том виде, в каком она представлена глаголом действия, одновременно определяется модальностями: двумя виртуализующими («желание», «долженствование») и двумя актуализирующими («умение», «возможность»). Когда это открытие было доведено до логической крайности, оказалось, что вся нарративная грамматика в действительности состоит только из модальностей плюс собственно содержание, то есть семантика. Это позволило построить другие, ещё более мощные модели. Кроме того, эти модели можно было также применить к социальным практикам, моделям поведения и т. п. Нарративность уже больше не рассматривалась как эксклюзивное свойство письменных текстов. С этого времени она осмысляется как лежащая в основе всего дискурса, а также как существенная часть мироустройства.
Исследования этого периода также показали, что пропповские формулы сказки можно разбить на ряд важных последовательностей, которые вместе отражают этапы любой человеческой деятельности. Эти последовательности — манипуляция, действие и санкция — были соединены в так называемую «каноническую нарративную схему». Оказалось, что это применимо не только к рассказу, но и к большому количеству разнообразных текстов (правовых, кулинарных, публицистических и т. д.), и, в конце концов, — к такому фундаментальному явлению, как поиск человеком смысла жизни.
В то время как продолжалась работа над поверхностным уровнем нарративных структур, существенные открытия на абстрактном (глубинном) уровне обозначения помогли построить звено, необходимое для усовершенствования семиотической теории. Греймас предложил зрительное представление элементарной структуры значения, а именно, семиотический квадрат. Это логическое выражение любой семантической категории, показывающее все возможные отношения, определяющие её, то есть противопоставление, противоречие и импликацию. Однако было обнаружено, что квадрат не только иллюстрирует отношения внутри оппозиций, но также и демонстрирует операции, которые эти отношения порождают. Действительно, он позволяет проследить ход процесса (или траекторию) субъекта, производящего акты преобразования. Иными словами: семиотический квадрат не только представляет глубинные категории оппозиции, но также содержит информацию о поверхностных структурах нарративного синтаксиса. В конце 1970-х годов все семиотические достижения предыдущих двадцати лет были опубликованы в серьёзной обобщающей работе Греймаса и Жозефа Курте Sémiotique, dictionnaire raisonné de la théorie du langage (Paris : Hachette, 1979).
«Словарь» явился доказательством того, что семиотическая теория обрела стройный вид: её рабочие понятия, как казалось, были определены раз и навсегда, а её модели были готовы к применению. Однако это было не так. Исследования продолжались.

## Исследования аспектуальности
Основное внимание в годы, последовавшие за публикацией «Словаря», было обращено на дискурсивный уровень значения. Этот уровень связан с фигуративным и высказывательным уровнями высказывания, которое выражает глубинные семио-нарративные структуры и ими поддерживается. На протяжении 1980-х и 1990-х годов усилия исследователей особо сосредоточились на аспектуальности, то есть на пространственной, временной и акторной организации текстов. Рассмотрение аспектуальной проблематики привело к пересмотру исследований систем оценки: того, каким образом существо, предмет, время или место приписывает ценность, и кому именно. Последние несколько семиотических семинаров в Школе высших знаний были посвящены исследованию «Истины», «Красоты», «Добра и зла» и тому, как эти классические ценности функционируют в языке. Было обнаружено, что система оценки для каждой из них действует по различным аспектуальным осям. Так, мораль попадает в категории «избытка» и «недостачи», в то время как исследование эстетики обнаружило, что определяющими факторами выступают завершённый (совершенный, или перфектив) и незавершённый (несовершенный, имперфект) виды. Это открытие было тем более значимым, что рассматриваемые аспектуальные категории имеют не оппозитивный или бинарный, а градуальный характер. Речь идёт не о противопоставлении «или—или», а о шкале «более или менее».
Новые результаты не только пополнили семиотическое знание, но и привели к пересмотрам более ранних понятий, включая логические основы элементарной теории обозначения. В 1983 году Греймас написал статью «Знание и вера: единый когнитивный универсум», где в первый раз представил семиотический квадрат, основанный на постепенном преобразовании, а не на противоречии и противопоставлении . В 1986 году был опубликован второй том Sémiotique, dictionnaire raisonné de la théorie du langage. По этому изданию видно как большое количество участников, подключившихся к исследованиям, так и то, что семиотика все ещё находилась в процессе разработки определений.

## Исследования 1980—1990-х гг
В последние годы Греймас сконцентрировал свои семиотические исследования на «чувствах» («страстях») и «тимической» сфере. Уже не описывая чувства в терминах модальных структур, он и его коллеги стали переинтерпретировать их в терминах аспектуальности и специфических дискурсивных последовательностей. Одновременно были сделаны попытки определить аспектуальности глубинного уровня, связанные со специфическими повышениями значимости.
После смерти Греймаса в 1992 году разработка «базовой семиотической теории» его учениками продолжается.